# Konoschski rajon
Der Konoschski rajon (russisch Ко́ношский муниципа́льный райо́н/Konoschski munizipalny rajon) ist eine Verwaltungseinheit innerhalb der Oblast Archangelsk, Russland. Er befindet sich südlich der Oblasthauptstadt Archangelsk. Das Verwaltungszentrum ist die Siedlung städtischen Typs Konoscha.

## Geographie
Der Konoschski rajon befindet sich im Südwesten der Oblast Archangelsk an der Grenze der Oblast Wologda. Im Westen des Rajon grenzt der Kargopolski rajon, nördlich der Njandomski rajon und östlich der Welski rajon. Die Fläche des Rajon beträgt 8459 km².

## Geschichte
Das Gebiet des heutigen Konoschski rajon wurde ursprünglich von finnisch-ugrischen Stämmen besiedelt. Erst gegen Ende des 10. Jahrhunderts siedelten sich hier slawische Stämme an. Im Mittelalter diente die Region, wie auch viele andere Teile des russischen Nordens als Verbannungsort. Ab Beginn des 19. Jahrhunderts stand das heutige Territorium des Rajon unter der Verwaltung der Gouvernements Olonez, Wologda und Nowgorod.

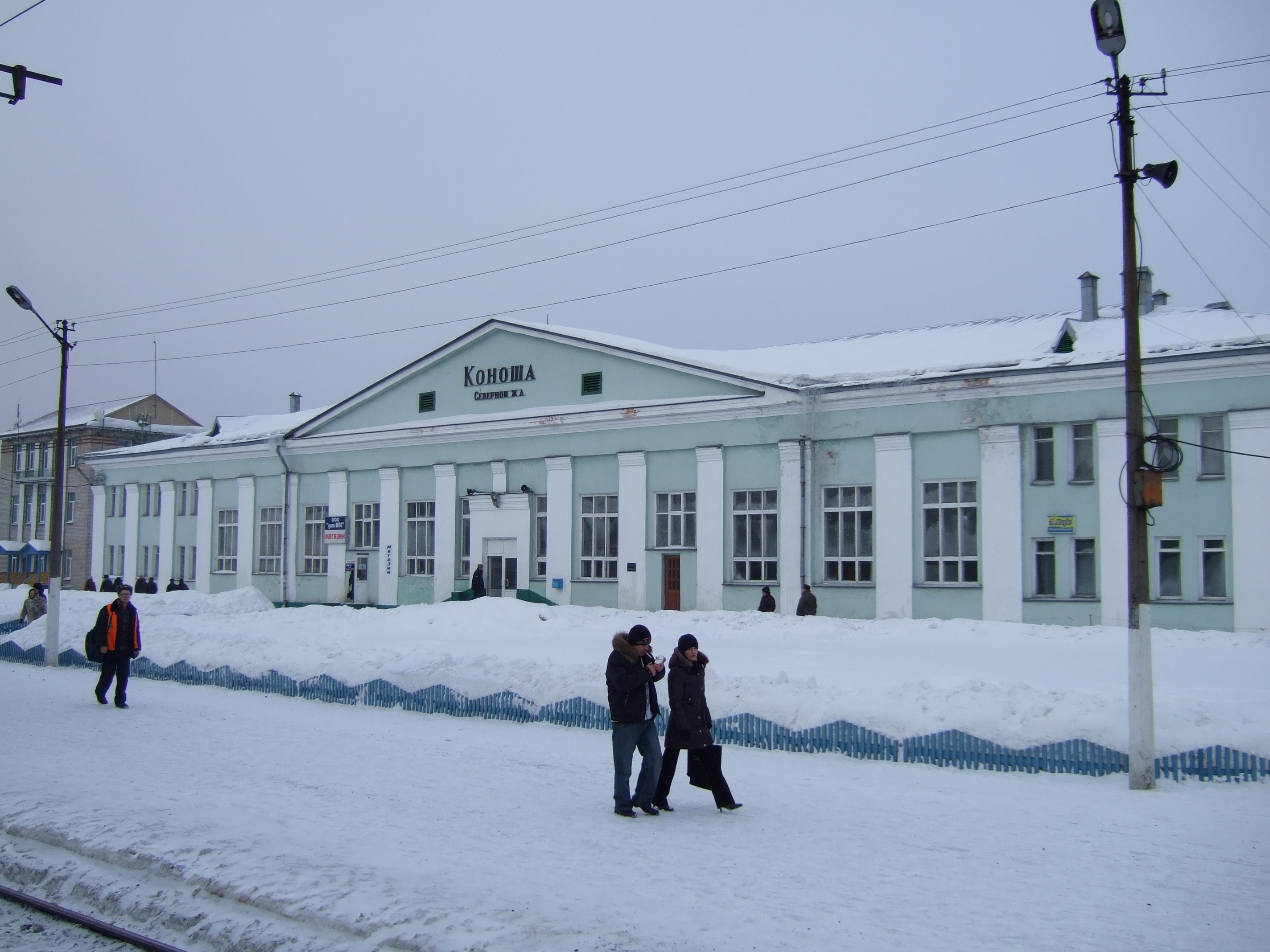
Bahnhof in Konoscha

Mit dem Bau der Bahnstrecke Wologda – Archangelsk zwischen 1894 und 1897 durch das Gebiet wurde die Region erschlossen. Im Jahr 1898 entstand die Bahnstation Konoscha, welche sich in den darauf folgenden Jahren zu einer größeren Siedlung entwickelte.   
Der Konoschski rajon wurde am 15. Juli 1929 als Teil des Njandomski okrug (Няндомский округ), des Nördlichen Krai gegründet. Bereits am 31. Juli 1931 wurde der Rajon im Zuge einer Verwaltungsreform wieder aufgelöst. Im März 1935 wurde der Konoschski rajon schließlich erneut gegründet. Zu diesem Zeitpunkt bestand der Rajon aus 20 Dorfsowjets (сельсовет) mit 20.859 Einwohnern. 1936 wurde er Teil der Nördlichen Oblast und schließlich am 23. September 1937 Teil der neu gegründeten Oblast Archangelsk.
In den 1930er Jahren wurden zunehmend Kulaken und andere politisch Verfolgte im Konoschski rajon angesiedelt. Dort lebten sie in Spezialsiedlungen (спецпоселение/Spezposselenije), in welchen sie Zwangsarbeit leisten mussten. Im August 1937 entstand in der Region der Gulag „KargopolLag“ (Каргопольлаг) dessen Verwaltung sich bis 1940 in Kargopol, später in Jerzewo im Konoschski rajon befand. In „KargopolLag“ waren bis zu 30.100 Häftlinge inhaftiert, die vorwiegend für Waldarbeiten, zur Holzgewinnung und Holzverarbeitung eingesetzt wurden. Daneben bestand das Lager „NÖRDLICHE DWINA-ITL“ im Welski rajon, dessen Gefangene im Jahr 1940 beim Bau der Eisenbahnstrecken Konoscha – Kotlas – Koschwa der Petschora-Eisenbahn eingesetzt wurden.

### Bevölkerungsentwicklung
Die folgende Übersicht zeigt die Entwicklung der Einwohnerzahlen des Konoschski rajon.
| Jahr | Einwohner |
| ---- | --------- |
| 1939 | 42.898    |
| 1959 | 55.880    |
| 1970 | 49.584    |
| 1979 | 44.323    |
| 1989 | 42.136    |
| 2002 | 31.067    |
| 2010 | 26.106    |

Anmerkung: Volkszählungsdaten

## Verwaltungsgliederung
Der Rajon ist in acht Gemeinden (муниципальное образование) unterteilt, davon eine Stadtgemeinde (городское поселение) und sieben Landgemeinden (сельское поселение). Innerhalb des Rajon befindet sich mit Konoscha als administrativem Zentrum nur eine Siedlung städtischen Typs. Im Konoschski rajon leben 26.106 Einwohner (Stand 14. Oktober 2010), was 2,2 % der Einwohnerzahl der Oblast Archangelsk entspricht.
| Gemeinde                   | Russischer Name                 | Einwohner (14. Oktober 2010) | Administratives Zentrum |
| -------------------------- | ------------------------------- | ---------------------------- | ----------------------- |
| Stadtgemeinde Konoschskoje | Коношское городское поселение   | 13.281                       | Konoscha                |
| Landgemeinde Woloschskoje  | Волошское сельское поселение    | 1.178                        | Woloschka               |
| Landgemeinde Wochtomskoje  | Вохтомское сельское поселение   | 1.074                        | Fominskaja              |
| Landgemeinde Jerzewskoje   | Ерцевское сельское поселение    | 4.325                        | Jerzewo                 |
| Landgemeinde Klimowskoje   | Климовское сельское поселение   | 498                          | Klimowskoje             |
| Landgemeinde Mirny         | сельское поселение «Мирный»     | 878                          | Mirny                   |
| Landgemeinde Podjuschskoje | Подюжское сельское поселение    | 3.370                        | Podjuga                 |
| Landgemeinde Tawrengskoje  | Тавреньгское сельское поселение | 1.502                        | Ponomarewskaja          |

## Wirtschaft
Zu den wichtigsten Wirtschaftszweigen des Konoschski rajon gehören der Eisenbahntransport sowie die holzverarbeitende Industrie. Außerdem spielt die Landwirtschaft, insbesondere die Milchindustrie und Viehzucht, eine wesentliche Rolle. Des Weiteren ist die Papier- und Zellstoffindustrie in der Region ansässig.
Die Arbeitslosenquote lag 2012 mit 2,3 % über der Durchschnittsquote der Oblast Archangelsk von 1,5 %. Das durchschnittliche Monatsgehalt im 1. Quartal 2011 betrug bei großen und mittleren Organisationen 21057 Rubel und lag damit um 15,2 % niedriger als der Oblastdurchschnitt von 24 819 Rubel.

## Verkehr
Die Eisenbahn ist das wichtigste Verkehrsmittel innerhalb der Rajon. Das Straßennetz des Rajon ist schwach ausgeprägt. Die überregionale Fernstraße M8 ist nur über die Stadt Welsk im gleichnamigen Rajon erreichbar.

### Eisenbahn
Die Siedlung Konoscha ist ein bedeutender Eisenbahnknotenpunkt. Durch sie verläuft die Hauptlinie der Nordeisenbahn auf der Strecke Jaroslawl – Wologda – Archangelsk. Daneben ist Konoscha Ausgangspunkt der 1940 eröffneten Strecke der Petschora-Eisenbahn Konoscha – Workuta.
Neben dem heutigen Streckennetz gab es weitere Eisenbahnstrecken innerhalb des Rajon mit vorwiegend industrieller Bedeutung (vor allem für die Holzindustrie), welche heutzutage aber größtenteils eingestellt wurden. Zu diesen Strecken zählen unter anderem:
- Die Eisenbahnlinie Wandysch – Woloschka wurde Ende der 1930er Jahre als Transportweg für das, von Gefangenen des Gulags „KargopolLag“ erbaute[6], Zellstoffwerk №5 errichtet und verband den an der Bahnlinie Konoschka Archangelsk gelegenen Ort Wandysch mit der etwa 10 km entfernten Siedlung Woloschka.
- Die Dorer Schmalspurbahn (Дорская узкоколейная железная дорога), welche von 1951 bis 2006 von der Siedlung Woloschka aus bestand und für den Holztransport genutzt wurde.[12]
- Die Melentjewski Schmalspurbahn (Мелентьевская узкоколейная железная дорога) bestand bis in die 1990er Jahre von der Siedlung Melentjewski[13]
- Die Kwarsonsker Schmalspurbahn (Кварзеньгская узкоколейная железная дорога) bestand ausgehend von der Siedlung Podjuga nach Kwarsonsk und bildete nach ihrem Ausbau ein gemeinsames Netz mit der Pastuchowsker Schmalspurbahn.[13]
- Die Pastuchowsker Schmalspurbahn (Пастуховская узкоколейная железная дорога) bestand ausgehend von Swenjatschi und wurde zwischen 1995 und 2005 eingestellt.[13]
- Die Bahnstrecke Konoscha – Mirny, welche bereits in den 1930er Jahren entstand und ein Streckennetz von 16 Kilometern umfasste.[14]